# Trzebiechów (osada leśna w powiecie zielonogórskim)
Trzebiechów – osada leśna w Polsce położona w województwie lubuskim, w powiecie zielonogórskim, w gminie Trzebiechów.
Położona w pradolinie Odry (Kotlina Kargowska) 40 km na wschód od Zielonej Góry.
W latach 1975–1998 należała administracyjnie do województwa zielonogórskiego.